# Équipe du Bhoutan féminine de cricket
L'équipe du Bhoutan de cricket féminine est une sélection des meilleures joueuses de Cricket au Bhoutan, l'organisme gérant le cricket au Bhoutan est le Bhutan Cricket Council Board. Le Bhoutan participe aux compétitions internationales, comme l'ICC Trophy ou la Coupe du monde de cricket.
Pour la sélection masculine, voir Équipe du Bhoutan de cricket.

## Histoire
Le Bhutan Cricket Council Board est fondée en 2001, la même année, elle devient membre associé de l'Asian Cricket Council et l'International Cricket Council.
Le quartier général de la BCCB se trouve dans la ville de Thimphou au Bhoutan.
Jigme N. Norbu est membre du Conseil exécutif de l'ACC (Asian Cricket Council).
L'équipe du Bhoutan de cricket féminine commence sa première compétition dès 2009 lors de la ACC Women's Twenty20 Championship dans elle finira neuvième.
Le 3 juillet 2009, en Malaisie, l'équipe du Bhoutan féminine remporte son premier match officiel face au Qatar.
En 2010, l'équipe féminine participe au ACC U-19 Women’s Championship, remporte les 6 matchs se qualifiant automatiquement pour la finale, elle affronte en finale le Népal championne en titre, le Bhoutan perd la finale, terminant deuxième du championnat.
En 2011, lors de la ACC Women's Twenty20 Championship, l'équipe Bhoutanaise terminera sa seconde compétition à la huitième place.
La sélection du Bhoutan participe deux ans plus tard à la ACC Women's Championship 2013, terminant le tournoi à la cinquième place.
En 2014, l'équipe du Bhoutan participe au ACC Women's Premier est termine la compétition sur la cinquième place, remportant également le Prix de l'esprix du Cricket.
Le Bhoutan participe à une série de matchs en Thaïlande lors de Twenty20 tri-séries 2017, remportant une rencontre et perdant les trois autres, terminant ainsi à la troisième place. Les joueuses Dechen Wangmo et Anju Gurung du Bhoutan ont reçu le prix de la meilleure lanceuse et de la meilleure joueuse de la série.

## Palmarès
ACC Women's Twenty20 Championship
- 2009 : 9e
- 2011 : 8e

ACC U-19 Women’s Championship
- 2010 :  2e

ACC Women's Championship
- 2013 : 5e

ACC Women's Premier
- 2014 : 5e / Prix de l'esprit du Cricket

Twenty20 tri-series
- 2017 :  3e

## Infrastructure
Thimphu Cricket Ground créer en 2004.
Paro Shaba Ground and picture créer en 2006.

## Entraîneur de cricket féminin du Bhoutan
| Sélectionneur        | Période         | Matchs | Gagnés | Perdus | Gagnés % |
| -------------------- | --------------- | ------ | ------ | ------ | -------- |
| Damber Singh Gururng | 2009 - en cours | 32     | 14     | 18     | 43.75    |
| Totals               | Totals          | 32     | 14     | 18     | 43.75    |

## Sélections
| Joueur                            |
| --------------------------------- |
| Pema Lhaden (Cap)                 |
| Yeshey Choden                     |
| Sonam Lhamo                       |
| Tashi Cheki                       |
| Devika Darjee                     |
| Ugyen Dema                        |
| Choening Tenzin                   |
| Dechen Wangmo                     |
| Sonam Deki                        |
| Tshering Wangmo                   |
| Sangay Choki                      |
| Sonam Choden                      |
| Anju Gurung                       |
| Sonam Zam                         |
| Deki Yangzom (Manager)            |
| Damber Singh Gururng (Entraîneur) |

| Joueur                            |
| --------------------------------- |
| Pema Lhaden (Cap)                 |
| Yeshey Choden                     |
| Tashi Cheki                       |
| Devika Darjee                     |
| Ugyen Dema                        |
| Choening Tenzin                   |
| Dechen Wangmo                     |
| Sonam Zam                         |
| Tshering Wangmo                   |
| Sangay Choki                      |
| Sonam Choden                      |
| Anju Gurung                       |
| Yeshey Wangmo                     |
| Tshering Prem                     |
| Deki Yangzom (Manager)            |
| Damber Singh Gururng (Entraîneur) |

| Joueur                            |
| --------------------------------- |
| Sonam Lhamo (Cap)                 |
| Yeshey Choden                     |
| Tashi Lhamo                       |
| Tashi Cheki                       |
| Devika Darjee                     |
| Ugyen Dema                        |
| Choening Tenzin                   |
| Dechen Wangmo                     |
| Yeshey Wangmo                     |
| Tshering Wangmo                   |
| Sangay Choki                      |
| Sonam Choden                      |
| Anju Gurung                       |
| Sonam Zam                         |
| Deki Yangzom (Manager)            |
| Damber Singh Gururng (Entraîneur) |
| Padma Wati (Physio)               |

| Joueur                            |
| --------------------------------- |
| Ugyen Dema (Cap)                  |
| Yeshey Choden                     |
| Choening Tenzin                   |
| Dechen Wangmo                     |
| Yeshey Wangmo                     |
| Sonam Choden                      |
| Anju Gurung                       |
| Devika Darjee                     |
| Tshering Wangmo                   |
| Sonam Zam                         |
| Tashi Lhamo                       |
| Chandra Ghalley                   |
| Sonam Pelden                      |
| Sonam Deki                        |
| Deki Yangzom (Manager)            |
| Damber Singh Gururng (Entraîneur) |
| Karma Lhaki (Physio)              |

| Joueur                            |
| --------------------------------- |
| Dechen Wangmo (Cap)               |
| Choening Delma Tenzin             |
| Yeshey Choden                     |
| Sonam Lhamo                       |
| Ugyen Dema                        |
| Sonam Deki                        |
| Sonam Peldon                      |
| Yeshey Wangmo                     |
| Sonam Choden                      |
| Devika Darjee                     |
| Tshering Wangmo                   |
| Anju Gurung                       |
| Chandra Kala Ghalley              |
| Tashi Cheki                       |
| Deki Yangzom (Manager)            |
| Damber Singh Gururng (Entraîneur) |
| Dorji Dema (Physio)               |